# Etremopsis
'Etremopsis is een geslacht van weekdieren uit de klasse van de Gastropoda (slakken).

## Soorten
- Etremopsis aequisculpta Powell, 1942 †
- Etremopsis albata (E. A. Smith, 1882)
- Etremopsis carinapex Powell, 1942 †
- Etremopsis clifdenica Powell, 1942 †
- Etremopsis compta Powell, 1942 †
- Etremopsis disposita Laws, 1944 †
- Etremopsis duospiralis Laws, 1944 †
- Etremopsis elata Powell, 1942 †
- Etremopsis erecta Powell, 1942 †
- Etremopsis haroldi Powell, 1942 †
- Etremopsis imperfecta (Suter, 1917) †
- Etremopsis latiapex Powell, 1942 †
- Etremopsis oamarutica Powell, 1942 †
- Etremopsis quadrispiralis Powell, 1942 †
- Etremopsis aequisculpta Powell, 1942 †
- Etremopsis albata (E. A. Smith, 1882)
- Etremopsis carinapex Powell, 1942 †
- Etremopsis clifdenica Powell, 1942 †
- Etremopsis compta Powell, 1942 †
- Etremopsis disposita Laws, 1944 †
- Etremopsis duospiralis Laws, 1944 †
- Etremopsis elata Powell, 1942 †
- Etremopsis erecta Powell, 1942 †
- Etremopsis haroldi Powell, 1942 †
- Etremopsis imperfecta (Suter, 1917) †
- Etremopsis latiapex Powell, 1942 †
- Etremopsis oamarutica Powell, 1942 †
- Etremopsis quadrispiralis Powell, 1942 †